# فورت گیبرالتار
فورت گیبرالتار (انگلیسی: Fort Gibraltar) ساخته شده در سال 1809 توسط شرکت نورت وست در مانیتوبا، کانادا امروز است.